# Anatoly Konstantinovich Rozhdestvensky
Anatoly Konstantinovich Rozhdestvensky (21 de março de 1920, Znamenka, província de Tambov - 20 de julho de 1983) foi um paleontólogo soviético, formado em Ciências Biológicas.

## Carreira
Entre 1959 e 1960, foi organizada uma expedição paleontológica soviético-chinesa, que trabalhou na Mongólia Interior e nas regiões montanhosas de Ninxiá e Gansu. Do lado soviético, a expedição foi liderada por Rozhdestvensky. Ao longo de dois anos de trabalho, foi obtida uma enorme quantidade de material: mais de setenta esqueletos de dinossauros e mamíferos, dezenas de crânios e milhares de ossos individuais.
Em 1965, A.K. Rozhdestvensky determinou que quatro espécies encontradas na Formação Nemegt no Deserto de Gobi, descritas em 1955 por Evgeny Maleev, são representantes da mesma espécie Tarbosaurus bataar em diferentes estágios de crescimento, não idênticos à espécie norte-americana Tyrannosaurus rex. Ele também determinou que o crânio CMNH 7541, encontrado em 1942 por uma expedição do Museu de História Natural de Cleveland, descrito em 1946 por Charles Gilmore como Gorgosaurus lancensis, é um T. rex juvenil.
Os gêneros de dinossauros válidos que descreveu foram Aralosaurus e Probactrosaurus.